# Astragalus semnanensis
Astragalus semnanensis là một loài thực vật có hoa trong họ Đậu. Loài này được Bornm. & Rech.f. miêu tả khoa học đầu tiên.